# José Campeche
José Campeche Jordán (San Juan , 23 de diciembre de 1751- San Juan, 7 de noviembre de 1809) fue el primer artista conocido de Puerto Rico y está considerado por muchos como uno de los mejores artistas rococó de América.

## Biografía
Sus padres fueron Tomás Campeche y María Jordán. Su padre era un esclavo liberto y su madre era isleña de las Islas Canarias. Su padre era de oficio dorador, adornista y jardinero por instinto. Los biógrafos cuentan que desde pequeño hacía figuras de barro, que gustaban mucho, y dibujaba en las aceras de su calle, imágenes de santos y personajes distinguidos del ambiente capitalino. Estas curiosidades artísticas las realizaba con carbón o yeso. El primer preceptor de José fue su padre y sus lecturas personales de Mengs. En el convento de dominicos en San Juan, cursa las materias de latinidad y filosofía. Además de estas disciplinas estudiaba anatomía, para el mejoramiento de sus dibujos, retratos y dibujos primerizos. También aprende en aquellas aulas religiosas el oboe, el órgano y la flauta.

## Campeche, el Pintor

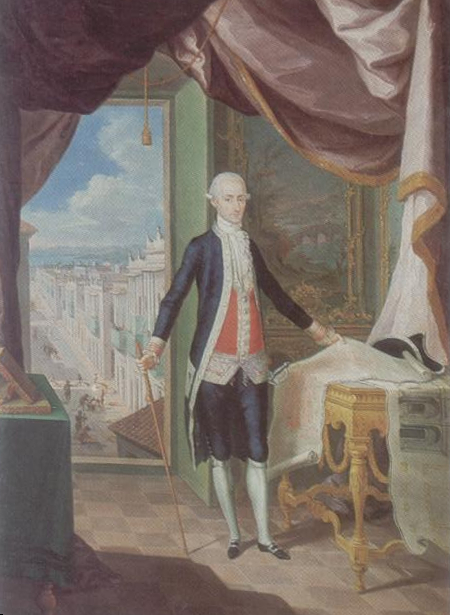
Retrato del Gobernador Miguel de Ustáriz (1792).

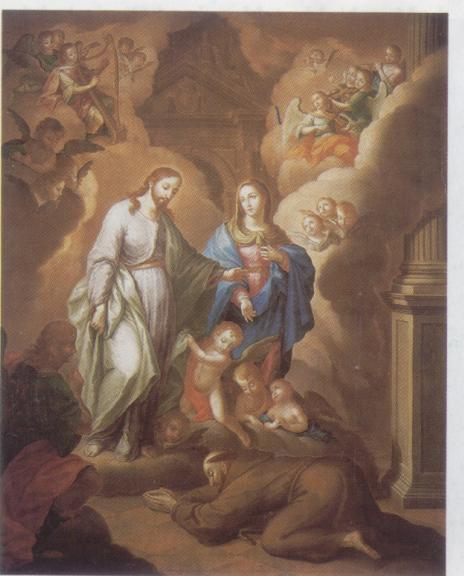
La Visión de San Francisco.

En la pintura de Campeche se destacan dos épocas: la primera de 1763 a 1776, en la que se desarrolla el artista casi por instinto, con los consejos de su padre, y los de algún sacerdote de la iglesia; y de 1776 hasta su muerte en 1809; en esta época se nota la influencia del pintor de cámara Luis Paret y Alcázar, que estuvo en la isla en calidad de desterrado de 1775 a 1778.

## Obra
Su obra fue mayoritariamente resultado de su gran habilidad natural, pues por su condición económica no pudo salir de la isla a estudiar. El motivo religioso fue su principal inspiración. Se conocen 47 de sus cuadros. Las obras más conocidas del pintor son:
- Nazareno
- Natividad
- San Juan Francisco de Regis
- Nuestra Señora de la Divina Aurora
- Nuestra Señora del Rosario
- La Anunciación
- Exvoto de la Sagrada Familia (1778-80)
- Dama a Caballo (1785)
- Retrato del Gobernador Miguel de Ustáriz (1792)
- Santo Domingo Soriano (1796)
- Virgen de Belén (1790-97)
- Retrato del Brigadier General Don Ramón de Castro y Gutiérrez (1801)
- Santa Teresa del Rosario (1802)

Se calculan de 300 a 600 pinturas de Campeche, en su mayoría con copias de retratos. En el aspecto de la arquitectura y el talado, hizo en la Iglesia de Santa Ana, de San Juan, el altar mayor, y además el retablo del eremitorio de Hormigueros.
Campeche no salió nunca de Puerto Rico, aunque Luis Paret y Alcázar lo recomendó a la Corte de España. Murió el 7 de noviembre de 1809 en San Juan.